# Runenweg

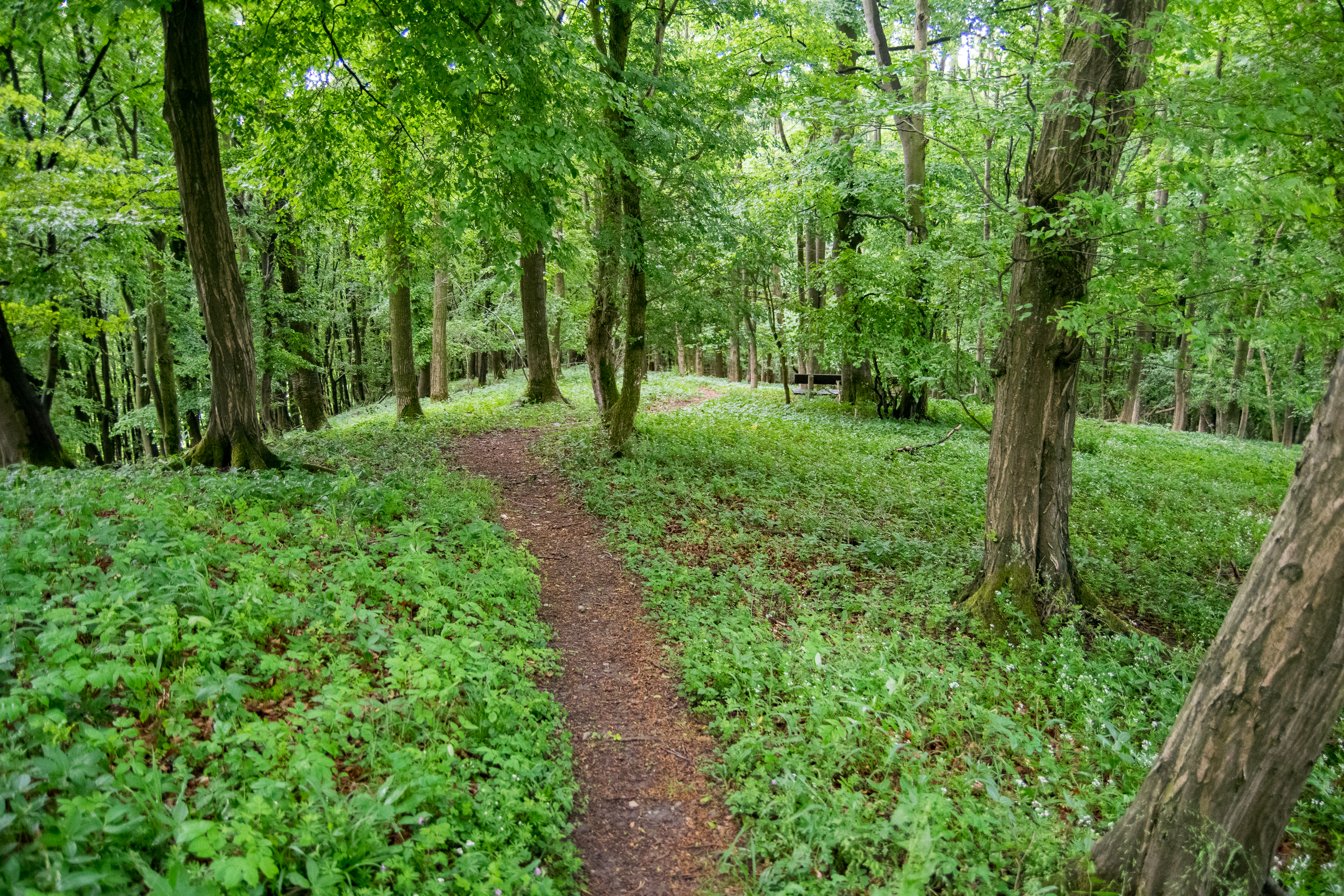
Der Runenweg über den Teimer in Kalletal-Bavenhausen

Der Runenweg ist ein 74 Kilometer langer Fernwanderweg in Nordrhein-Westfalen, der die ostwestfälische Stadt Porta Westfalica im Kreis Minden-Lübbecke mit der Gemeinde Schlangen im Kreis Lippe verbindet.

## Verlauf
Von der Porta Westfalica (Westfälische Pforte; ⊙), dem Durchbruch der Weser – hier trennt sie das Wiehengebirge vom Wesergebirge, verläuft der Weg über Veltheim (Weserfähre; ⊙), Varenholz, Langenholzhausen, Hohenhausen, Bavenhausen, den Teimer, Lemgo (⊙) sowie Horn-Bad Meinberg an den Externsteinen (⊙) vorbei zum „Kreuzkrug“ in Schlangen (⊙). Den Wanderer führt der Weg aus dem Weserbergland durch das Lipper Bergland zum Teutoburger Wald.

### Kennzeichnung
Der Runenweg ist mit der Wegzeichen-Markierung  X 
und – soweit zweckmäßig – mit der Wegnummer „7“ (
 X7 ) gekennzeichnet.
Betreut wird der Runenweg durch die Mitglieder des Teutoburger-Wald-Vereins.

## Übergänge
- In  Porta-Westfalica kreuzen sowohl der Weserweg ( W ) (Porta Westfalica → Bremen), der Burgensteig ( X2 ) (Porta Westfalica → Höxter), der Cheruskerweg ( X3 ) (Porta Westfalica → Schlangen), der Bückeberge-Weg ( X11 ) (Porta Westfalica → Bad Nenndorf), der Weserberglandweg ( XW ) (Porta Westfalica → Hann. Münden) als auch der Wittekindsweg () (Porta Westfalica → Osnabrück)
- In Kalletal-Varenholz kreuzen der Burgensteig ( X2 ) (Porta Westfalica → Höxter) und der Dingelstedtpfad ( X5 ) (Bad Oeynhausen → Polle)
- In Kalletal-Hohenhausen kreuzt der Karl-Bachler-Weg ( X4 ) (Bad Salzuflen → Rehburg-Loccum)
- In Lemgo kreuzen der Cheruskerweg ( X3 ) (Porta Westfalica → Schlangen) und der Hansaweg ( X9 ) (Herford → Hameln)
- In Horn-Bad Meinberg kreuzen der Niedersachsenweg ( X6 ) (Detmold → Hameln) und der Hermannsweg ( H ) (Rheine → Horn-Bad Meinberg)
- In Schlangen kreuzt der Lönspfad ( X10 ) (Horn-Bad Meinberg → Oerlinghausen)